# Emmanuel Biron
Emmanuel Biron (Lione, 29 luglio 1988) è un velocista francese.

## Palmarès
| Anno | Manifestazione           | Sede      | Evento         | Risultato  | Prestazione | Note |
| ---- | ------------------------ | --------- | -------------- | ---------- | ----------- | ---- |
| 2005 | Mondiali allievi         | Marrakech | 110 m hs       | Finale     | dns         |      |
| 2005 | Mondiali allievi         | Marrakech | Salto in lungo | 16º (q)    | 6,96 m      |      |
| 2006 | Mondiali juniores        | Pechino   | Salto in lungo | 17º (q)    | 7,35 m      |      |
| 2006 | Mondiali juniores        | Pechino   | 4 × 100 m      | Batteria   | 3'07"76     |      |
| 2007 | Europei juniores         | Hengelo   | Salto in lungo | 15º (q)    | 7,16 m      |      |
| 2009 | Europei under 23         | Kaunas    | Salto in lungo | 10º        | 7,54 m      |      |
| 2009 | Europei under 23         | Kaunas    | 4 × 100 m      | Argento    | 39"26       |      |
| 2009 | Mondiali                 | Berlino   | 4 × 100 m      | 8º         | 39"21       |      |
| 2012 | Mondiali indoor          | Istanbul  | 60 m piani     | 6º         | 6"63        |      |
| 2012 | Europei                  | Helsinki  | 100 m piani    | Semifinale | 10"43       |      |
| 2012 | Europei                  | Helsinki  | 4 × 100 m      | Bronzo     | 38"46       |      |
| 2013 | Europei indoor           | Göteborg  | 60 m piani     | 8º         | 6"63        | =    |
| 2013 | Giochi del Mediterraneo  | Mersin    | 100 m piani    | Oro        | 10"22       |      |
| 2013 | Mondiali                 | Mosca     | 4 × 100 m      | Batteria   | 38"97       |      |
| 2013 | Giochi della Francofonia | Nizza     | 100 m piani    | Oro        | 10"41       |      |
| 2013 | Giochi della Francofonia | Nizza     | 4 × 100 m      | Argento    | 39"36       |      |
| 2015 | Europei indoor           | Praga     | 60 m piani     | 7º         | 6"72        |      |
| 2015 | World Relays             | Nassau    | 4 × 100 m      | 5º         | 38"81       |      |
| 2015 | Mondiali                 | Pechino   | 4 × 100 m      | 5º         | 38"23       |      |